# Бункер підземний
Бункер підземний (рос. бункер подземный, англ. underground bunker; нім. Tiefbunker m) — підземна гірнича виробка для короткострокового зберігання (акумулювання) корисних копалин або породи.
Розташовується біля ствола шахти і забезпечує рівномірну роботу скіпового підйому.
Крім того, підземні бункери встановлюють у вузлах переходу з одного виду транспорту гірничої маси на інший, наприклад, з вагонеткового на конвеєрний і навпаки.
Підземні механізовані бункери як важливий допоміжний засіб сприяють підвищенню пропускних можливостей, надійності і ефективності використання транспортної системи, їхня роль істотно зростає при впровадженні конвеєризації. Вони дозволяють компенсувати нерівномірність надходження вантажу і відмови тих чи інших машин.